# Ртиње в Подкрконоши
Ртиње в Подкрконоши (чеш. Rtyně v Podkrkonoší) град је у Чешкој Републици. Град се налази у управној јединици Краловехрадечки крај, у оквиру којег припада округу Трутнов.

## Становништво
Према подацима о броју становника из 2014. године град је имао 3.032 становника.